# Zweiflingen
Zweiflingen – miejscowość i gmina w Niemczech, w kraju związkowym Badenia-Wirtembergia, w rejencji Stuttgart, w regionie Heilbronn-Franken, w powiecie Hohenlohe, wchodzi w skład wspólnoty administracyjnej Öhringen. Leży ok. 12 km na zachód od Künzelsau.

## Demografia
- 1672:   140
- 1807:   222
- 1819:   216
- 1880: 1 106
- 1939:   796
- 1950: 1 053
- 1961:   912
- 2005: 1 723